# Kroonbasilisk
De kroonbasilisk (Basiliscus plumifrons) is een grote hagedis uit de familie Corytophanidae en het geslacht van de basilisken (Basiliscus).

## Uiterlijke kenmerken
Er is een sterke gelijkenis met de helmbasilisk, maar de kroonbasilisk heeft een kleinere kam op de kop, een kleinere vinachtige kam op de rug, en heeft meestal flankstrepen. De maximale lengte is rond de 70 centimeter, maar in het wild blijven veel exemplaren kleiner. De kroonbasilisk is groen met lichtere flankstrepen of blauwe vlekken op de rug en rugkam en soms een bruin-groene onregelmatige tekening, de staart is bruin-groen gebandeerd. Vrouwtjes hebben een beduidend kleinere kam op de kop, de juvenielen hebben er nog geen.
Net als verwante soorten zoals de helmbasilisk (Basiliscus basiliscus) wordt deze soort ook wel Jezus- of Jezus Christushagedis genoemd, vanwege het vermogen om enkele tientallen meters over het water te rennen. Hierbij wordt een snelheid bereikt van zo'n 12-15 kilometer per uur. De hagedis vertoont dergelijk gedrag alleen om aan predatie te ontkomen. De kroonbasilisk kan goed zwemmen en ook minutenlang onder water blijven.

## Verspreiding en leefgebied
Het verspreidingsgebied wijkt wat af van dat van de zuidelijker voorkomende helmbasilisk: Costa Rica, Honduras, Nicaragua en Panama. Op het menu staan insecten, maar ook kleine gewervelden zoals knaagdieren en plantendelen zoals fruit en bessen worden gegeten. Deze soort leeft langs de oevers van meren en rivieren. De hagedis is altijd in de buurt van water te vinden en is een goede klimmer.

## Gevangenschap
De kroonbasilisk wordt weleens in een terrarium gehouden, maar heeft erg veel ruimte nodig en een groot waterbassin, anders kwijnt het dier weg. Bek-rot is een beruchte aandoening die wordt veroorzaakt doordat de dieren als uiting van stress de snuit continu tegen het glas drukken. Hierdoor ontstaat een wonde die moeilijk geneest.

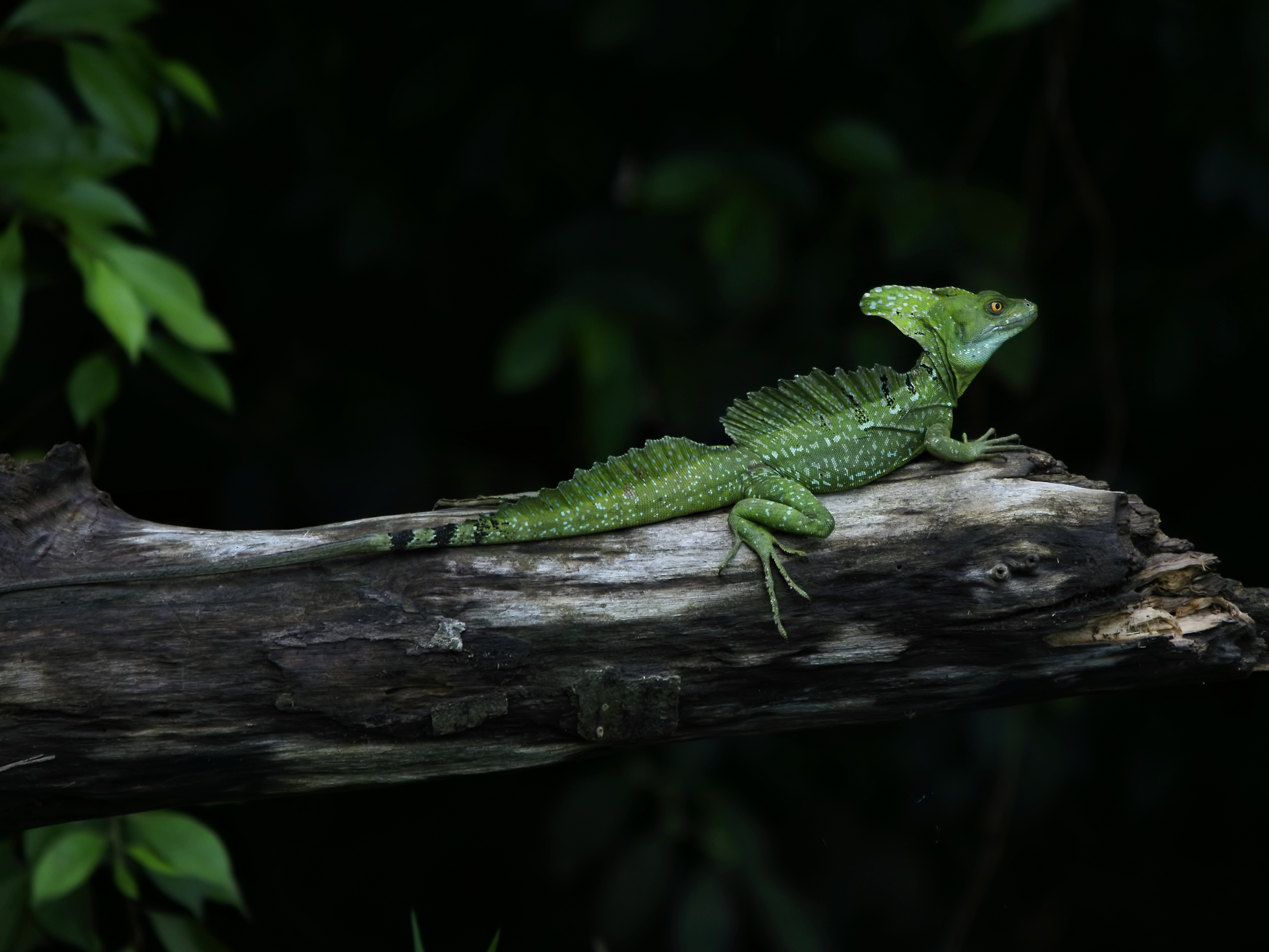
In zijn natuurlijke omgeving in Costa Rica